# 爱之堡

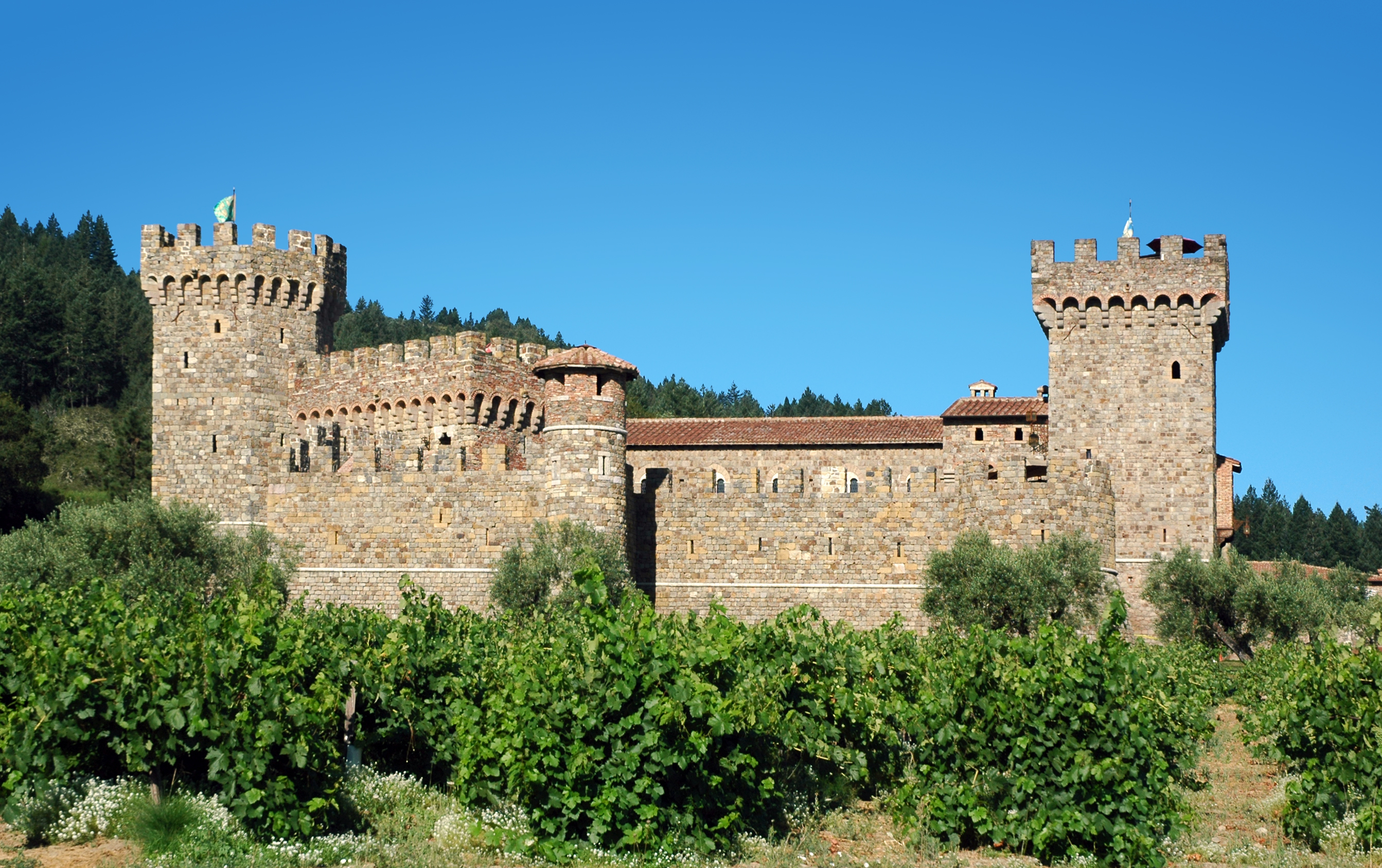
爱之堡酒庄的入口

爱之堡（義大利語：Castello di Amorosa）是位于美国加州纳帕县卡利斯托加附近的一座城堡酒庄，于2007年4月起对外开放。酒庄的庄主Dario Sattui是其酿酒家族的第四代传人，他的曾祖父从意大利移民美国，并于1885年在旧金山创办了一座酒庄。
城堡占地约为121,000平方英尺（11,200平方），共8层、107间房间。其仿造12至13世纪的城堡建造而成，包括护城河、吊桥、防御塔、内部庭院、酷刑室、教堂、骑士室、大堂等。